# 3251 Eratosthenes
3251 Eratosthenes è un asteroide della fascia principale. Scoperto nel 1960, presenta un'orbita caratterizzata da un semiasse maggiore pari a 3,1085408 UA e da un'eccentricità di 0,1624527, inclinata di 0,71816° rispetto all'eclittica.
È deicato a Eratostene di Cirene, filosofo greco che per primo stimò il raggio della Terra.